# Florence (Kentucky)
Pour les articles homonymes, voir Florence (homonymie).
La ville américaine de Florence est située dans le comté de Boone, dans l’État du Kentucky. Lors du recensement de 2010, sa population s’élevait à 29 951 habitants.

## Source
- (en) Cet article est partiellement ou en totalité issu de l’article de Wikipédia en anglais intitulé « Florence, Kentucky » (voir la liste des auteurs).